# Nodozana boliviana
Nodozana boliviana là một loài bướm đêm thuộc phân họ Arctiinae, họ Erebidae.